# Riders on the Storm (2023)
Riders on the Storm ist ein Dokumentarfilm von Jason Motlagh und Mark Oltmanns. Der Film stellt einige von Afghanistans besten Buzkaschi-Spielern vor, einem alten Nationalsport des Landes, bei dem Reiter während der Turniere versuchen, einen kopflosen Ziegenkadaver ins Ziel zu bringen. Der Film feierte im März 2023 beim South by Southwest Film Festival  seine Premiere.

## Inhalt

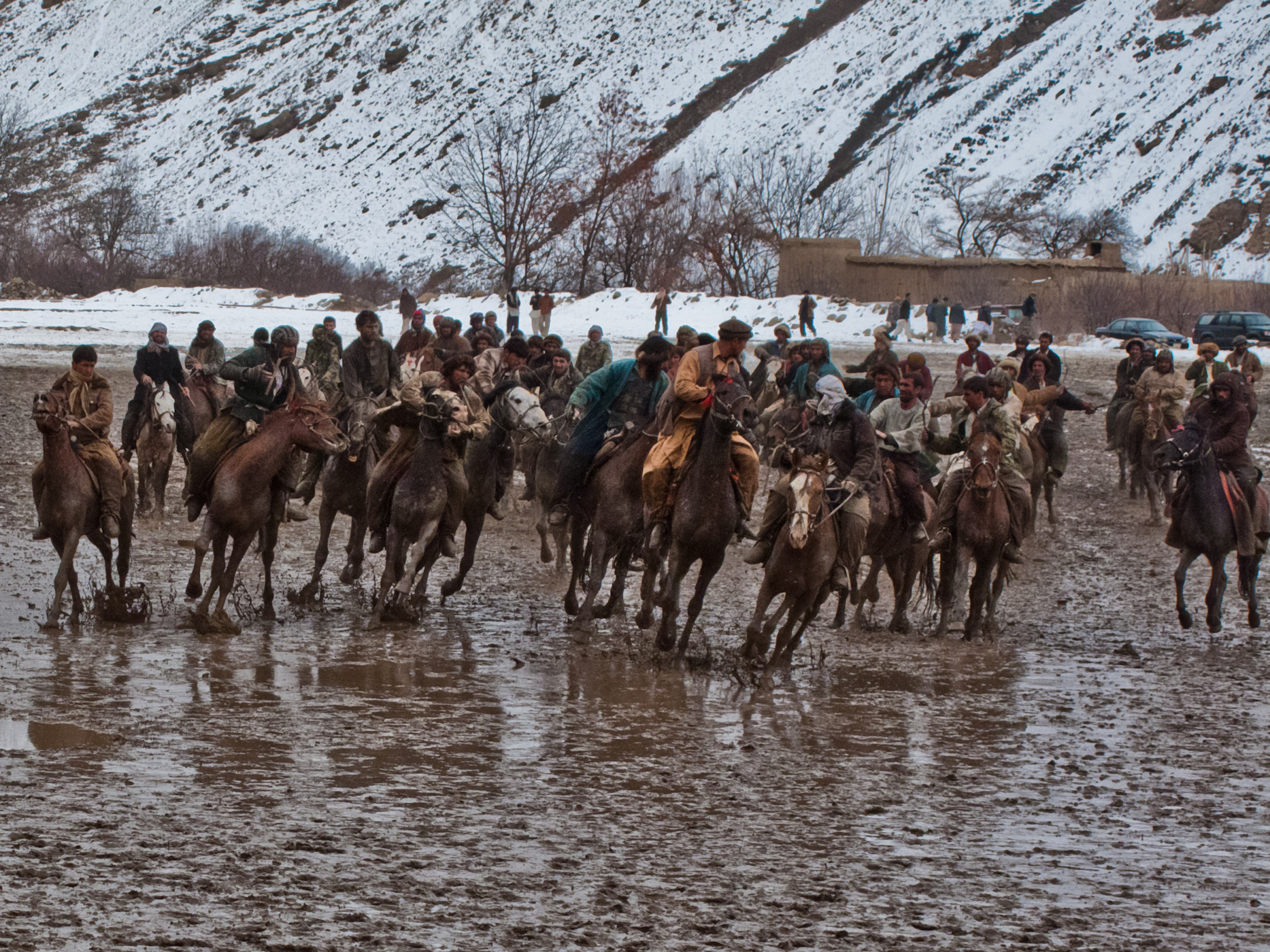
Khaiber wird der beste Buzkaschi-Spieler des Landes und muss lernen, dass Ruhm sowohl ein Segen als auch ein Fluch ist

Der 25-jährige Khaiber Akbarzada ist einer der besten Buzkaschi-Spieler Afghanistans. Bei dem alten Nationalsport versuchen Reiter während der Turniere, einen kopflosen Ziegenkadaver ins Ziel zu bringen. Khaiber hofft, beim anstehenden nationalen Turnier zu gewinnen und so bester Spieler des Landes zu werden. Dies gelingt ihm auch, doch der junge Mann lernt bald, dass Ruhm sowohl ein Segen als auch ein Fluch ist. 
Als die US-Streitkräfte ihren Rückzug aus Afghanistan beginnen und damit den längsten Krieg in der amerikanischen Geschichte beenden, gewinnen die Taliban an Boden. Da diese es auf einflussreiche Persönlichkeiten abgesehen haben, ist Khaiber gezwungen unterzutauchen, damit ihn nicht das gleiche Schicksal wie seinen Onkel ereilt, der ebenfalls ein legendärer Buzkaschi-Reiter war und während des Bürgerkriegs ermordet wurde.

## Produktion

### Filmstab
Der Film ist eine Produktion der Red Bull Studios. Regie führten Jason Motlagh und Mark Oltmanns. Für beide stellt Riders on the Storm ihr Regiedebüt dar. Motlagh berichtete 15 Jahre lang über den Krieg in Afghanistan, bevor er sich dem Dokumentarfilm zuwendete. Als Journalist begann er 2006 aus Afghanistan zu berichten und wurde Kabul-Korrespondent des TIME-Magazins. In dieser Funktion hat er in mehr als 60 Ländern von Südostasien bis Lateinamerika für National Geographic, Outside, The Washington Post, The Guardian und The Economist über Konflikte berichtet. Als Gründer von Blackbeard Media produzierte Motlagh Nachrichtendokumentationen für die englische Al Jazeera. Er wurde unter anderem mit dem Kurt Schork Award für internationale Kriegsberichterstattung und einem Emmy ausgezeichnet. Oltmanns ist Absolvent der School of Journalism der University of California in Berkeley. Er arbeitete als Kameramann in zahlreichen Ländern für Dokumentarfilme. Auch bei Riders on the Storm war er in dieser Funktion tätig.
Die Musik für den Film komponierte William Ryan Fritch. Er war in der Vergangenheit für eine Reihe von Kurzfilmen und Annie Silversteins Filmdrama Bull und Robert Machoians The Integrity of Joseph Chambers tätig.

### Veröffentlichung
Die Premiere des Films erfolgte am 13. März 2023 beim South by Southwest Film Festival. Ende März 2023 wurde er beim Sarasota Film Festival gezeigt und Ende April, Anfang Mai 2023 beim Hot Docs Canadian International Documentary Festival. Ebenfalls im Mai 2023 wird er beim Seattle International Film Festival gezeigt. Im wurde Mai 2024 wurde Riders on the Storm beim Docs Against Gravity Film Festival gezeigt.

## Auszeichnungen
Athens International Film Festival 2023
- Nominierung als Bester Dokumentarfilm (Jason Motlagh und Mark Oltmanns)[14]

South by Southwest Film Festival 2023
- Nominierung als Bester Dokumentarfilm für den Grand Jury Award (Jason Motlagh und Mark Oltmanns)
- Auszeichnung mit dem Special Jury Award - Poster Design (Casey Moore)[15]